# Giorgi Gogschelidse

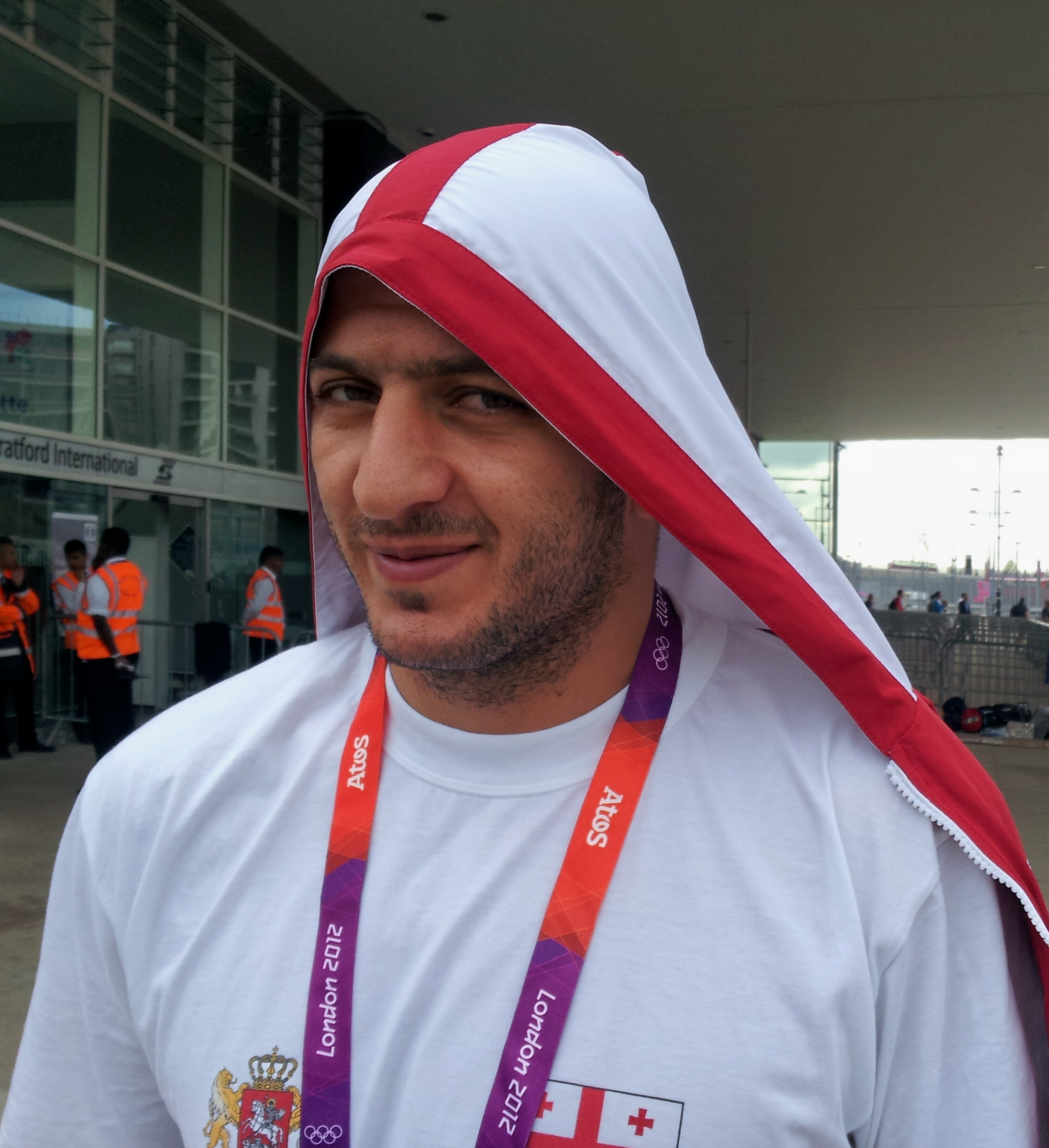
Giorgi Gogshelidze während der Londoner Olympischen Sommerspielen 2012

Giorgi Gogschelidse (georgisch გიორგი გოგშელიძე; * 7. November 1979 in Gori) ist ein georgischer Ringer, der zunächst für Russland startete und seit 2006 für Georgien ringt. Er war Weltmeister 2001 im Halbschwergewicht (Klasse bis 96 kg Körpergewicht) im freien Stil.

## Werdegang
Giorgi Gogschelidse erlernte seit 1988 in seinem Heimatland Georgien das Ringen. Er konzentrierte sich dabei auf den freien Stil. Bereits im Juniorenalter entschied er sich aber bei internationalen Meisterschaften für Russland zu starten. Er wurde deshalb nominell Angehöriger der russischen Armee, ist aber von Beginn seiner Karriere an Berufsringer. Bei einer Größe von 1,83 Metern und einem Gewicht von ca. 98 kg kann er ohne größere Gewichtsprobleme im Halbschwergewicht ringen.
Sein Debüt bei internationalen Meisterschaften gab er bei der Junioren-Weltmeisterschaft 1998 in Las Vegas, wo er im Halbschwergewicht siegte. 1999 wurde er in Riga Junioren-Europameister und in Sydney wiederum Junioren-Weltmeister im Halbschwergewicht. Ferner gewann er bei den Militär-Weltmeisterschaften 1999 im Halbschwergewicht vor Arawat Sabejew aus Deutschland und Sergei Prjadun aus der Ukraine.
2001 startete er bei der Europameisterschaft der Senioren in Budapest für Russland. Im Halbschwergewicht verlor er dabei im Endkampf gegen seinen georgischen Landsmann Eldari Luka Kurtanidse nach Punkten und belegte den 2. Platz. Ein noch größerer Erfolg gelang ihm dann bei der Weltmeisterschaft des gleichen Jahres in Sofia. Mit fünf Siegen gewann er dort überlegen den Weltmeistertitel. Er besiegte dabei u. a. den starken Iraner Alireza Heidari, Wadym Tassoew aus der Ukraine und im Finale Krassimir Kotschnew aus Bulgarien.
Im Jahre 2002 startete Giorgi Gogschelidse nur bei der Weltmeisterschaft in Teheran. Nach zwei Siegen traf er dabei in seinem dritten Kampf auf Eldari Luka Kurtanidse, gegen den er mit 3:1 Punkten unterlag. Damit blieb für ihn nur der 6. Platz.
In den Jahren 2003, 2004 und 2005 konnte sich Georgi Gogschelidse in Russland dann nicht mehr für die internationalen Meisterschaften qualifizieren. Vor allem Chadschimurad Gazalow aus dem Georgien benachbarten Nordossetien, der ebenfalls für Russland startete, nahm ihm diese Startplätze weg. Einen bemerkenswerten Sieg verbuchte er allerdings noch 2003 in Moskau, als er die sog. „FILA Absolute Championships“ gewann und dabei Weltklasseringer wie Alexis Rodríguez Valera aus Kuba, Wadym Tassoew, Daniel Cormier aus den USA und Fatih Çakıroğlu aus der Türkei besiegte. Den Stellenwert von Weltmeisterschaften oder gar Olympischen Spielen hat dieses Turnier aber nicht. 2005 rang Georgi Gogschelidse auch eine Saison lang in der iranischen Profiliga der Freistilringer.
Im Jahre 2006 entschloss sich Giorgi Gogschelidse nach dem Rücktritt von Eldari Luka Kurtanidse wieder für sein Heimatland Georgien zu starten, wohl vor allen Dingen auch deshalb, um Chadschimurad Gazalow in Russland aus dem Wege zu gehen. Er gehörte Dinamo Tiflis an und wurde von Nugsar Schireli trainiert. Mit diesem Wechsel stellten sich auch gleich wieder Erfolge ein, wenngleich er sowohl bei der Europameisterschaft 2006 in Moskau und bei der Weltmeisterschaft 2006 in Guangzhou jeweils gegen Chadschimurad Gazalow verlor. In Moskau kam er dennoch auf den 3. Platz und in Guangzhou auf den 2. Platz.
Bei der Europameisterschaft 2007 in Sofia unterlag Giorgi Gogschelidse Schirwani Muradow, einem für Russland startenden Dagestaner und kam auf den 3. Platz. Bei der Weltmeisterschaft dieses Jahres in Baku musste er schon frühzeitig eine überraschende Niederlage gegen den für Kirgisistan startenden Russen Aleksei Krupnjakow hinnehmen. Da Krupnjakow das Finale nicht erreichte, war für Gogschelidse nach dieser Niederlage das Turnier beendet und er belegte nur den 10. Platz.
Das Olympiajahr 2008 begann für Giorgi Gogschelidse dann mit einem großen Erfolg bei der Europameisterschaft in Tampere. nach drei leichteren Erfolgen traf er im Halbfinale auf Chadschimurad Gazalow und besiegte diesen knapp mit 5:4 Punkten. Damit hatte er das Finale erreicht, das er mit 3:0 Punkten sicher gegen Georgi Tibilow aus der Ukraine gewann.

## Internationale Erfolge
(WM = Weltmeisterschaft, EM = Europameisterschaft, F = freier Stil, Hs = Halbschwergewicht, bis 1998 bis 90 kg, bis 2001 bis 97 kg und ab 2002 bis 96 kg Körpergewicht)
- 1998, 1. Platz, Junioren-WM in Las Vegas, F, Hs, vor Zachary Thopmson, USA, und Taskin Oezekale, Türkei;
- 1999, 1. Platz, Junioren-EM in Riga, F, Hs, vor Dawid Otiaschwili, Georgien, Wassili Tismenetzki, Ukraine, und Boris Grinkewitsch, Belarus;
- 1999, 1. Platz, Militär-WM, F, Hs, vor Arawat Sabejew, Deutschland, und Sergei Prjadun, Ukraine,
- 1999, 1. Platz, Junioren-WM in Sydney, F, Hs, vor Mohammad Javad Raseskhi, Iran, Dawid Otiaschwili und Thomas Rowlands, USA;
- 2001, 2. Platz, EM in Budapest, F, Hs, mit Siegen über William Rombouts, Frankreich, Rolf Scherrer, Schweiz, und Aljaksandr Schamarau, Belarus, und einer Niederlage gegen Eldari Luka Kurtanidse, Georgien;
- 2001, 1. Platz, WM in Sofia, F, Hs, mit Siegen über Rolf Scherrer, Taskin Oezekale, Wadym Tassoew, Ukraine, und Krassimir Kotschnew, Bulgarien;
- 2002, 2. Platz, "Iwan-Yarigin"-Turnier in Krasnojarsk, F, Hs, hinter Kuramagomed Kuramagomedow, Russland, und vor Aleksei Krupnjakow, Kirgisistan, und Aljaksandr Schamarau, Belarus;
- 2002, 1. Platz, World Cup in Spokane/USA, F, Hs, vor Chad Lamer, USA, Dean Schmeichel, Kanada, und Kang Dong-Guk, Südkorea;
- 2002, 6. Platz, WM in Teheran, F, Hs, mit Siegen über Krassimir Kotschnew und Koo Hak-Ja, Südkorea, und einer Niederlage gegen Eldari Luka Kurtanidse;
- 2003, 1. Platz, FILA-Absolute Championships in Moskau, F, Hs, mit Siegen über Alexis Rodríguez Valera, Kuba, Wadym Tassoew, Daniel Cormier, USA, und Fatih Çakıroğlu, Türkei;
- 2004, 4. Platz, Olympia-Qualif.-Turnier in Sofia, F, Hs, hinter Aleksei Krupnjakow, Kirgisistan, Petar Pecha, Tschechien, und Islam Bajramukow, Kasachstan;
- 2006, 3. Platz, Großer Preis von Usbekistan in Taschkent, F, Hs, hinter Chadschimurad Gazalow und Kurban Kurbanow, Russland, gemeinsam mit Sergei Pernikow, Belarus;
- 2006, 3. Platz, EM in Moskau, F, Hs, mit Siegen über Muhamat Sait Bingöl, Türkei, und Ruslan Schejchau, Belarus, und einer Niederlage gegen Chadschimurad Gazalow, Russland (gemeinsam mit Stefan Kehrer, Deutschland);
- 2006, 1. Platz, Golden Grand Prix Turnier in Baku, F, Hs, vor Alireza Heidari und Nurzhan Katajew, Kasachstan,
- 2006, 2. Platz, WM in Guangzhou, F, Hs, mit Siegen über Norbert Bodor, Slowakei, Alireza Heidari, Aleksei Krupnjakow und Ruslan Schejchau und einer Niederlage gegen Chadischimurad Gatsalow;
- 2007, 3. Platz, EM in Sofia, F, Hs, mit Siegen über Hakan Koc, Türkei, Dimitar Kumtschew, Bulgarien, Gergely Kiss, Ungarn, einer Niederlage gegen Schirwani Muradow, Russland, und einem Sieg über Marcel Mihei Stroia, Rumänien;
- 2007, 10. Platz, WM in Baku, F, Hs, mit Siegen über Mustafa Saleh Emara, Ägypten, und Gregory Martinetti, Schweiz, und einer Niederlage gegen Aleksei Krupnjakow;
- 2008. 1. Platz, "Kiew-Cup" in Kiew, F, Hs, vor Amir Abbas Moradi Ganji, Iran, Ilimdar Saidow, Ukraine, und Ewgeni Kolomites, Russland;
- 2008, 1. Platz, EM in Tampere, F, Hs, mit Siegen über Nikolai Schterew, Bulgarien, Ruslan Schejchau, Nikolai Ceban, Moldawien, Chadschimurad Gazalow und Georgi Tibilow, Ukraine